# نمدار
نمدار، زیرفون، نرمدار (نام علمی: Tilia) نام سرده‌ای از درخت‌ها است. این درخت از تیرهٔ پنیرکیان راسته پنیرک‌سانان است. 
درختان نمدار عموما درختانی بزرگ و برگ‌ریز هستند. مثل درختان نارون، تعداد دقیق گونه‌های درخت نمدار نامشخص است؛ چرا که گونه های مختلف درخت نمدار به آسانی چه در طبیعت و چه به دست انسان ترکیب می‌شوند و گونه ی جدیدی ایجاد می‌کنند. اما می‌شود گفت در حدود ۳۰ گونه نمدار وجود دارد.
نمدار پیش از این در تیره نمداریان (Tiliaceae) رده‌بندی می‌شد ولی در ایران این گیاه پژوهش‌های جدید نشان داد که از نظر ژنتیکی باید در تیره پنیرکیان قرار گیرد. ابن درخت به صورت پراکنده در جنگلهای شمال ایران می‌روید، چوبی نرم، راست تار، و سبک دارد. قابل ورق شدن است و وزن مخصوص آن ۰/۵۲ است، نقش و نگار مشخصی ندارد. به رنگ صورتی روشن یا کدر است و بافت آن ریز است.
این درخت معمولاً در نواحی مرطوب کشور رشد کرده و چوبی نرم دارد.
درازای برگ‌های قلبی شکل درخت نمدار، میتواند از شش تا بیست سانتی‌متر باشد. برگ درخت نمدار برای دام بسیار مفید است. درخت نمدار سرعت رشد زیادی داشته و در شرایط محیطی مناسب در مدت سه سال به درختی تنومند تبدیل می شود. ارتفاع آن‌ها معمولا به بیست تا چهل متر می‌رسد. 
گلهای درخت نمدار همزمان بخش مادگی و بخش نرینگی دارند و فرآیند گرده‌افشانی، توسط حشرات انجام می‌شود.
این درخت استفاده صنعتی گسترده ای نیز برای ساخت در و پنجره های چوبی دارد.
نام این درخت در بعضی نقاط استان گیلان به شرح ذیل می باشد:
رحمت آباد رودبار: کُف دار 
رشت: کَف یا کِف دار 
تالش: کُرک دار

## بوم‌شناسی
شته‌ها به دلیل فراوانی شیره درختان به آن‌ها جذب می‌شوند و اغلب توسط مورچه‌ها «پرورش» داده می‌شوند تا شیره تولید کنند. مورچه‌ها این شیره را برای استفاده خود جمع‌آوری می‌کنند و نتیجه این فرآیند اغلب منجر به چکیدن شیره اضافی روی شاخه‌ها، برگ‌های پایینی و هر چیز دیگری در زیر درخت می‌شود. خودروهایی که زیر این درختان پارک شوند، به سرعت با لایه‌ای از شیره (که به آن «عسلک» گفته می‌شود) پوشیده می‌شوند که از شاخه‌های بالاتر می‌چکد. با این حال، فرآیند «پرورش» شته‌ها توسط مورچه‌ها به نظر نمی‌رسد آسیبی جدی به درختان وارد کند.

## کاربردها
درخت نمدار (زیرفون) به‌عنوان درختی زینتی توصیه می‌شود، به‌ویژه هنگامی که نیاز به انبوهی از شاخ‌وبرگ یا سایه‌ای عمیق باشد. این درخت گل‌های معطر و تولیدکننده شهد دارد و یکی از گیاهان مهم برای زنبورداران محسوب می‌شود و عسلی تک‌گل، روشن و با طعمی غنی تولید می‌کند. در طب گیاهی اروپا و آمریکای شمالی، گل‌های این درخت برای تهیه دمنوش‌ها و عصاره‌ها استفاده می‌شوند. در منطقه بالکان، گل‌های این درخت در زمستان برای دمنوش‌های گیاهی به کار می‌روند. در چین نیز از گل‌های خشک‌شده نمدار برای تهیه چای استفاده می‌شود.
در باغ‌های منظره‌سازی انگلیسی، کاشت ردیفی درختان نمدار (که به آن «مسیر نمدار» یا «راه نمدار» گفته می‌شد) در اواخر قرن هفدهم و اوایل قرن هجدهم مد بود. بسیاری از خانه‌های ییلاقی هنوز «مسیر نمدار» حفظ‌شده‌ای دارند، مانند نمونه‌ای در عمارت «هتفیلد» که بین سال‌های ۱۷۰۰ تا ۱۷۳۰ کاشته شد. این مد از سنت قدیمی کاشت ردیفی نمدار به‌عنوان درختان سایه‌دار در آلمان، هلند، بلژیک و شمال فرانسه سرچشمه گرفته بود. بیشتر درختانی که در باغ‌های بریتانیا استفاده می‌شد، از طریق قلمه‌زنی در هلند تکثیر می‌شدند.

## چوب
درختان نمدار چوبی نرم و آسان برای کار دارند که دارای بافت بسیار کمی است و چگالی آن ۵۶۰ کیلوگرم بر متر مکعب است. این چوب اغلب توسط قبایل ژرمنی برای ساخت سپرها استفاده می‌شد. چوب نمدار به دلیل سهولت در کار و مناسب بودن برای حکاکی‌های ظریف، برای ساخت مدل‌ها و مجسمه‌سازی بسیار محبوب است. به‌ویژه در آلمان، این چوب از قرون وسطی به بعد به‌عنوان ماده کلاسیک برای مجسمه‌سازی شناخته شده و برای ساخت محراب‌های پیچیده هنرمندانی مانند وایت اشتوس، تیلمان ریمن‌شنایدر و دیگران استفاده شده است. در انگلستان نیز این چوب توسط مجسمه‌ساز برجسته، گرینلینگ گیبونز (۱۶۴۸–۱۷۲۱) ترجیح داده می‌شد. همچنین در ساخت و حکاکی عروسک‌های خیمه‌شب‌بازی و دست‌ساز از این چوب استفاده می‌شود. به دلیل بافت ظریف، سبک بودن و وزن کم، این چوب قرن‌ها برای این منظور استفاده شده و با وجود جایگزین‌های مدرن، تا سال ۲۰۱۵ همچنان یکی از مواد اصلی باقی مانده است. در چین نیز این چوب به طور گسترده برای حکاکی، ساخت مبلمان، دکوراسیون داخلی و صنایع دستی استفاده می‌شد.
سهولت کار با این چوب و ویژگی‌های آکوستیک خوب آن، باعث شده است که چوب نمدار برای ساخت بدنه گیتارهای برقی و باس و همچنین سازهای بادی مانند ریکوردر محبوب باشد. تولیدکنندگان سازهای کوبه‌ای نیز گاهی از چوب نمدار برای ساخت بدنه طبل‌ها استفاده می‌کنند تا هم کیفیت صدای آن‌ها را بهبود دهند و هم از لحاظ زیبایی ظاهری جذاب باشند.
چوب نمدار همچنین ماده‌ای محبوب برای ساخت پرده‌ها و کرکره‌های پنجره است. کرکره‌های چوبی واقعی اغلب از این چوب سبک اما مقاوم و پایدار ساخته می‌شوند که برای پوشش‌های طبیعی و رنگ‌شده مناسب است.
در چین، قارچ "دونگ‌مو" (冻蘑) به‌خوبی روی تنه‌های در حال پوسیدگی درختان نمدار در جنگل‌های قدیمی رشد می‌کند. بنابراین، مردم از تنه‌های این درختان برای کشت قارچ‌های خوراکی مانند قارچ سیاه و شیتاکه استفاده می‌کنند که نتایج بسیار خوبی دارد. امروزه اصطلاح "تنه نمدار-قارچ سیاه" یا "تنه نمدار-شیتاکه" به روشی برای کشت این قارچ‌ها اشاره دارد و "تنه نمدار" دیگر فقط به چوب درخت نمدار اشاره نمی‌کند، بلکه شامل سایر چوب‌های مناسب برای کشت این قارچ‌ها نیز می‌شود.
در زبان روسی، عبارت "ساخته‌شده از نمدار" (липовый، لیپووی) به معنای جعلی است، زیرا در گذشته این چوب برای ساخت مهرهای جعلی بسیار استفاده می‌شد.

## پوست درخت
در تجارت، به‌ویژه در آمریکای شمالی، چوب درخت نمدار به نام باسوود شناخته می‌شود. این نام از بخش داخلی فیبردار پوست درخت، که به آن بَست گفته می‌شود، گرفته شده است. برای به‌دست آوردن این الیاف محکم، پوست درخت را جدا کرده و برای مدت یک ماه در آب خیس می‌کنند تا الیاف داخلی به‌راحتی جدا شوند. بست به‌دست‌آمده از داخل پوست درخت تیلیا جاپونیکا توسط مردم آیینو در ژاپن برای بافت لباس‌های سنتی خود، آتوس، استفاده می‌شد. حفاری‌های باستانی در بریتانیا نشان داده که در عصر برنز، الیاف درخت نمدار برای تهیه لباس‌ها ترجیح داده می‌شد. مردم منچو در کوهستان‌های شمال شرق چین از این الیاف برای ساخت طناب، سبد، بارانی، تورهای بزرگ ماهیگیری و راهنماهای باروت استفاده می‌کردند. الیاف مشابه به‌دست‌آمده از گیاهان دیگر نیز به نام بست شناخته می‌شوند.

## شهد
درخت نمدار یک گیاه باکیفیت برای تولید عسل وحشی است. در چین، "عسل تندرو" (Tilia honey) در مناطق شمال شرقی تولید می‌شود. این عسل که سفیدرنگ است، به نام "عسل سفید" یا "عسل برفی" شناخته می‌شود. استان هیلونگ‌جیانگ به دلیل تولید عسل تندرو باکیفیت در سراسر چین معروف است. این منطقه نه تنها پوشش وسیعی از درختان نمدار دارد، بلکه یک گونه زنبور عسل نادر و عالی به نام زنبور سیاه شمال شرق نیز در آنجا وجود دارد. شهرستان رائوهه محل "منطقه حفاظت‌شده ملی زنبور سیاه شمال شرق" است که تنها منطقه حفاظت‌شده زنبور عسل در آسیا است. عسل تندرو عمدتاً از دو گونه Tilia amurensis و Tilia mandshurica به‌دست می‌آید. عسل تندرو، عسل لیچی و عسل لانگان به عنوان "سه عسل معروف چین" شناخته می‌شوند. همچنین، عسل تندرو، عسل کلزا و عسل اقاقیای سیاه سه نوع از پرمحصول‌ترین عسل‌های چین هستند.

## مواد شیمیایی گیاهی
گل‌های خشک‌شده درخت نمدار طعمی ملایم و شیرین دارند و کمی چسبناک هستند، و میوه آن نیز کمی شیرین و لعاب‌دار است. چای گل نمدار به دلیل وجود روغن‌های معطر فرّار در گل‌ها طعمی دلپذیر دارد. مواد شیمیایی گیاهی موجود در گل‌های نمدار شامل فلاونوئیدها و تانن‌ها هستند که خاصیت قابض دارند.
شهد درخت نمدار حاوی یک متابولیت ثانویه مهم به نام تیلیاسید (1-[4-(1-hydroxy-1-methylethyl)-1,3-cyclohexadiene-1-carboxylate]-6-O-β-D-glucopyranosyl-β-D-glucopyranose) است. این ترکیب در دستگاه گوارش زنبورهای بامبوس به آگلیکون (با حذف گروه گنتیوبیوز) تبدیل می‌شود که خاصیتی زیست‌فعال علیه انگل رایج و ناتوان‌کننده دستگاه گوارش زنبورهای بامبوس، کریتیدیا بومبی، دارد. این ترکیب طبیعی ممکن است به زنبورها در مقابله با بیماری‌ها، که یکی از عوامل اصلی کاهش گرده‌افشان‌ها است، کمک کند.

## کاربردهای دیگر
نوشیدنی تهیه‌شده از برگ‌ها و گل‌های خشک‌شده نمدار به‌عنوان داروی گیاهی و آرام‌بخش در بسیاری از کشورهای بالکان، از جمله صربستان و یونان، مصرف می‌شود. معمولاً گونه‌های دارای گل‌های دوگانه برای تهیه عطر استفاده می‌شوند. جوانه‌ها و برگ‌های جوان نمدار نیز به‌صورت خام خوراکی هستند.
گونه‌های درخت نمدار به‌عنوان منبع غذایی برای لارو برخی از پروانه‌ها مورد استفاده قرار می‌گیرند. 

## در فرهنگ
در اروپا، برخی از درختان نمدار به سن‌های قابل‌توجهی رسیده‌اند. یک درخت نمدار T. cordata در «آربورتوم وستون‌بیرت» در گلاسترشایر، بریتانیا، حدود ۲۰۰۰ سال عمر دارد. در حیاط قلعه امپراتوری نورنبرگ یک درخت نمدار وجود دارد که طبق روایت سنتی در سال ۱۹۰۰، توسط امپراتریس کونگونده، همسر هاینریش دوم آلمان، در حدود سال ۱۰۰۰ کاشته شده است. درخت نمدار Tilia در نئوئنشتات آم کوچر، بادن-وورتمبرگ، آلمان، زمانی که سقوط کرد، حدود ۱۰۰۰ سال قدمت داشت. درخت نمدار «آلته لینده» در ناترز، سوئیس، در سندی در سال ۱۳۵۷ ذکر شده و نویسنده آن را به‌عنوان درختی بزرگ توصیف کرده است. پلاکی در پای این درخت ذکر می‌کند که در سال ۱۱۵۵ درختی نمدار در این مکان وجود داشته است. درخت نمدار نایوینیک (Najevska lipa)، که ۷۰۰ سال قدمت دارد، ضخیم‌ترین درخت در اسلوونی است. در کنار معبد یینگ‌هوا (英華殿) در شهر ممنوعه پکن، دو درخت نمدار وجود دارد که حدود ۵۰۰ سال پیش توسط امپراتریس لی، مادر امپراتور وان‌لی، کاشته شده‌اند.
عسل مشهور کوه‌های هایبلائوس به دلیل وجود درختان نمدار در دامنه‌ها و قله آن‌ها بسیار باکیفیت بود.
فسیل‌های درخت نمدار در سازندهای دوره سوم در سرزمین گرینل (کانادا) در عرض جغرافیایی ۸۲ درجه شمالی و در سوالبارد نروژ یافت شده‌اند. ساپورته معتقد بود که در این مناطق، نیای مشترک گونه‌های نمدار اروپا و آمریکا را کشف کرده است.

## نگارخانه

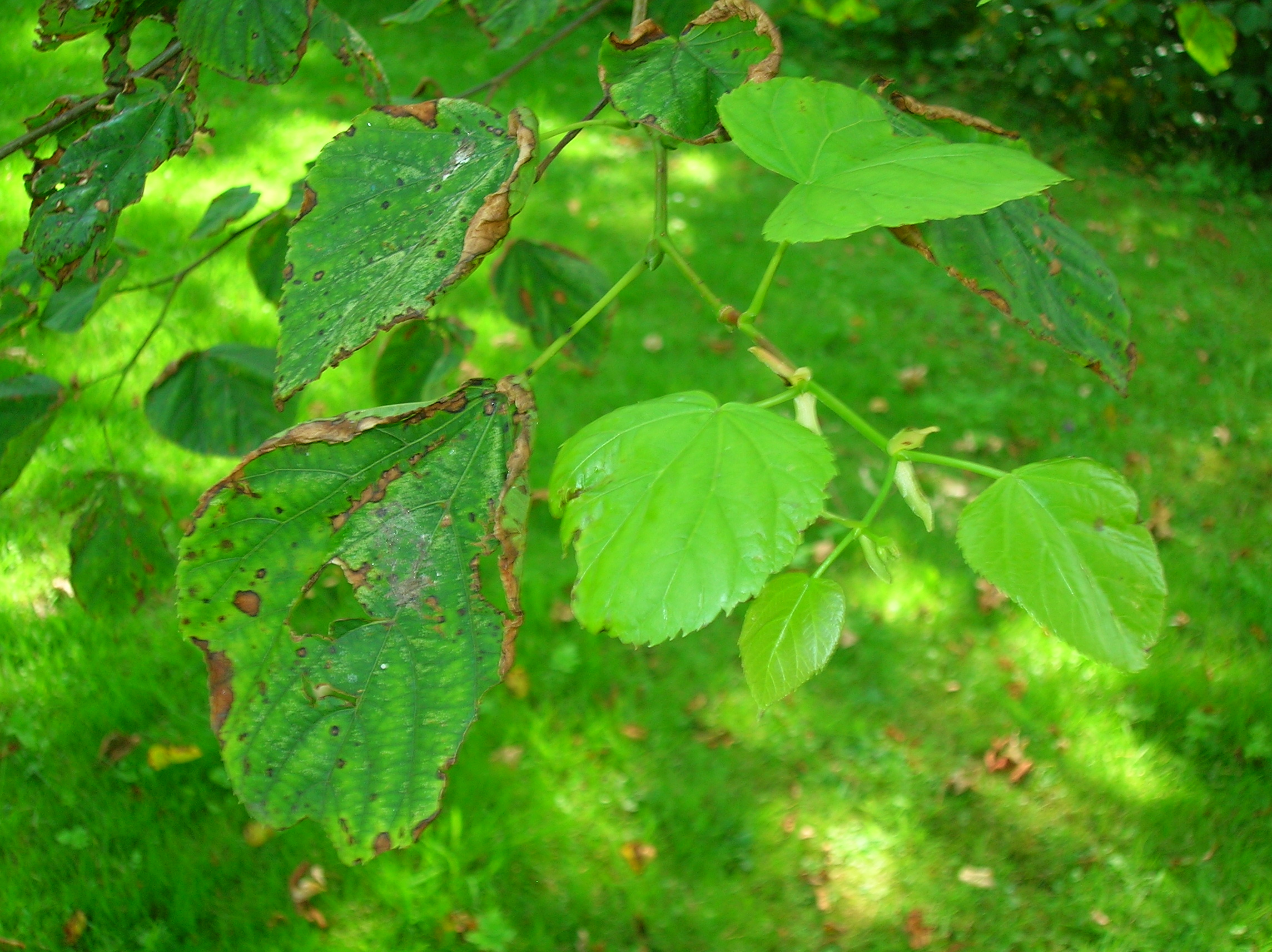
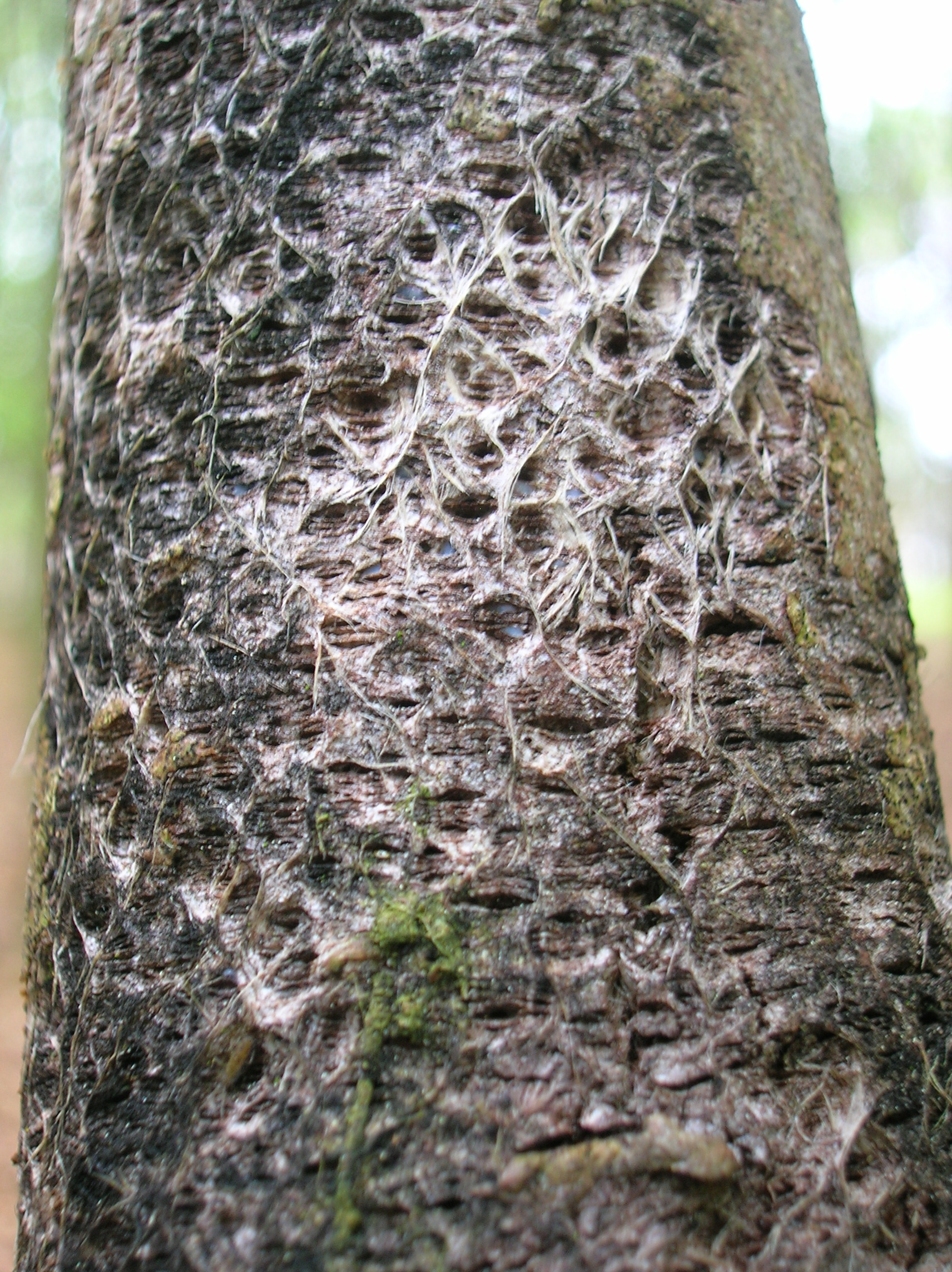
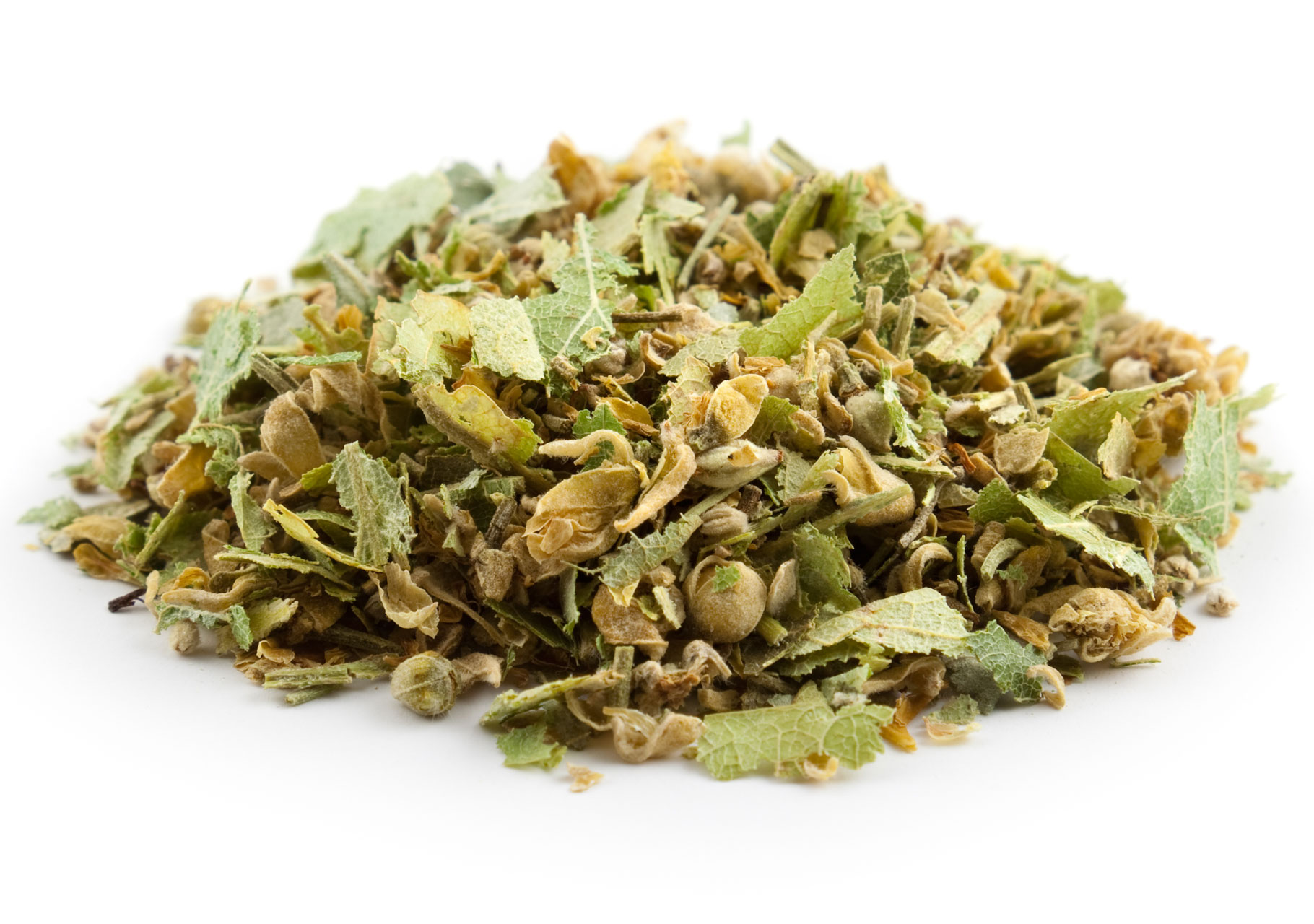
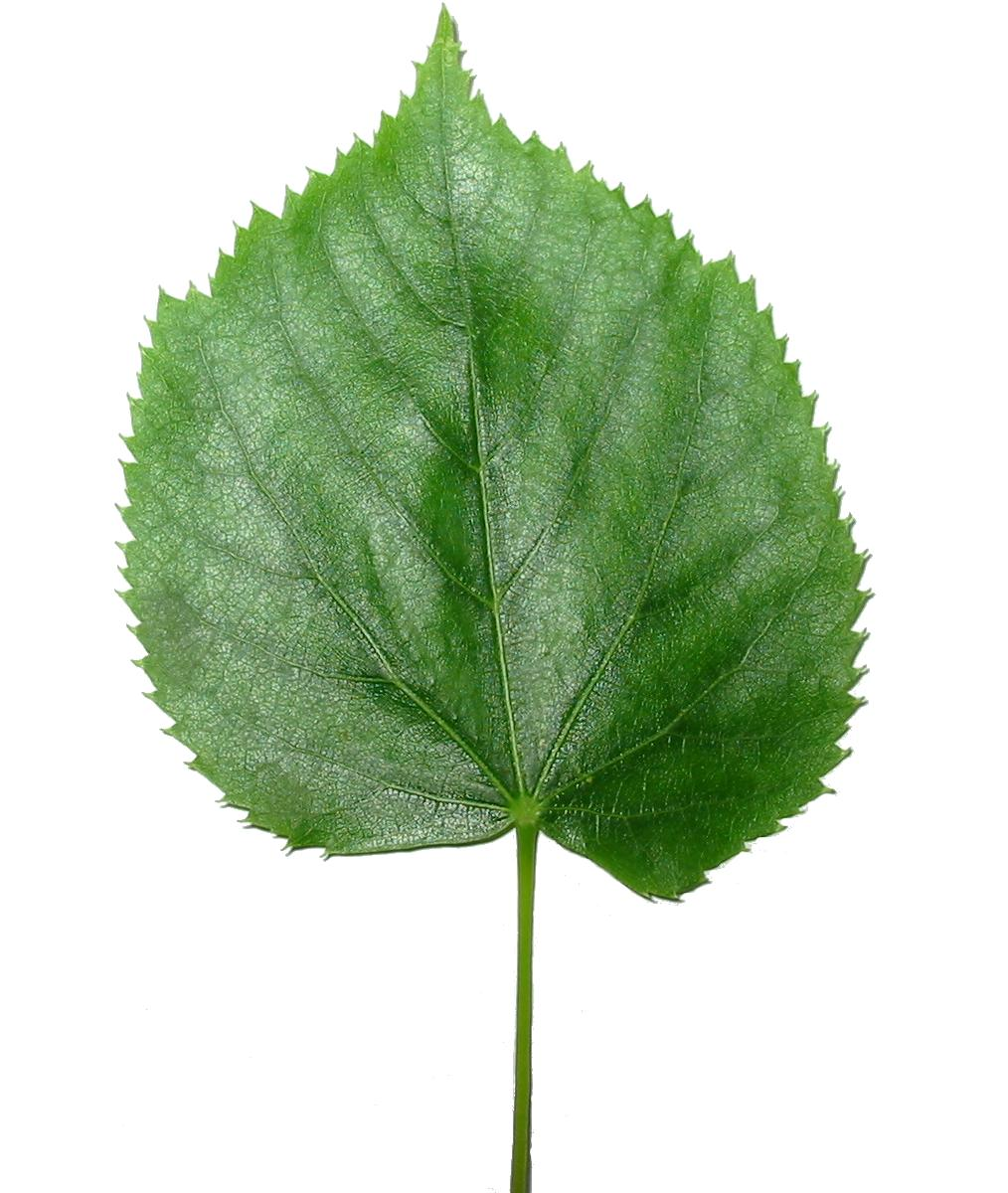